# Canapino (cantante)
Canapino, pseudonimo di Otello Donato Canapa (Firenze, 1908 – ...), è stato un cantante, batterista e chitarrista italiano.

## Biografia
Tipografo, inizia l'attività musicale all'inizio degli anni venti, come batterista in orchestre d'accompagnamento ai film muti; alla fine del decennio si avvicina al jazz, suonando anche il banjo, il contrabbasso e la chitarra.
Negli anni trenta suona in orchestre di rivista, lavorando nelle compagnie di Wanda Osiris, Carlo Dapporto ed Erminio Macario (partecipa, tra l'altro nel 1941, come cantante e chitarrista alla rivista di Macario e Carlo Rizzo Primavera di donne); entra poi nelle varie orchestre dell'Eiar, suonando con Enzo Ceragioli, Max Stringher, Pietro Rizza e Francesco Ferrari.
Dalla fine degli anni trenta incide anche dischi come cantante solista, spesso facendosi accompagnare dal Quintetto del Delirio.
Continua la carriera musicale anche nel secondo dopoguerra.

## Discografia parziale

### Singoli
- 1941 (novembre) – Amabile Anna/Si, voglio vivere ancora (Odeon, GO 20430)
- 1941 – Ritmando in sol/Forse, ma, chissà, però (Odeon, GO 20460; con il Quintetto del Delirio)
- 1942 – Voglio vivere così/Tu musica divina (Odeon, P 519; solo lato B, lato A cantato da Carlastella)

### Album
- 2007 – Orchestra di Ritmi Moderni diretta da Francesco Ferrari (Riviera Jazz, RJR CD 014; Canapino è presente in tutte le canzoni come chitarrista)
- 2008 – Quintetto del Deliro - Pippo Starnazza (Riviera Jazz, RJR CD 017; Canapino è presente con Ua ua, Ritmando in sol e C'è sempre un ma...)